# Aloe cannellii

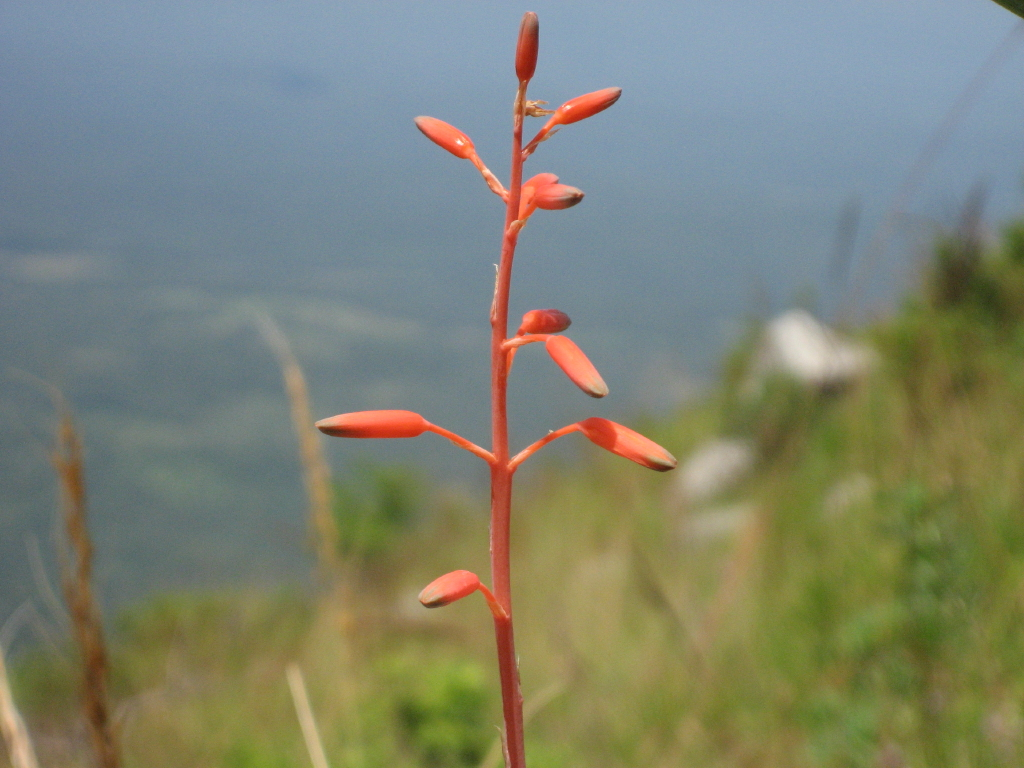
Blütenstand

Aloe cannellii ist eine Pflanzenart der Gattung der Aloen in der Unterfamilie der Affodillgewächse (Asphodeloideae). Das Artepitheton cannellii ehrt den Bauingenieur Ian C. Cannell aus Simbabwe, der zusammen mit Leslie Charles Leach Pflanzen sammelte.

## Beschreibung

### Vegetative Merkmale
Aloe cannellii wächst stammlos, sprosst und bildet dichte Büschel. Die meist vier bis fünf linealisch-spitzen Laubblätter bilden Rosetten. Die grüne oder bräunlich überhauchte Blattspreite ist bis zu 26 Zentimeter lang und 0,4 bis 0,8 Zentimeter breit. Auf der Blattoberseite sind gelegentlich wenige weiße Flecken vorhanden. Die Unterseite ist stärker weiß gefleckt. Die weißlichen Zähne am Blattrand sind 0,25 Millimeter lang und stehen etwa 1 Millimeter voneinander entfernt.

### Blütenstände und Blüten
Der einfache Blütenstand erreicht eine Länge von 20 bis 30 Zentimeter. Die lockeren, zylindrischen Trauben sind etwa 10 bis 12,5 Zentimeter lang und bestehen aus zehn bis 20 Blüten. Die eiförmig-spitzen Brakteen weisen eine Länge von 4,5 bis 6,5 Millimeter auf und sind 3 bis 3,5 Millimeter breit. Die orangeroten Blüten werden zu ihrer Mündung grünlich. Sie stehen an 10 bis 15 Millimeter langen Blütenstielen. Die Blüten sind 20 bis 22 Millimeter (selten bis 25 Millimeter) lang und sind an ihrer Basis gestutzt. Auf Höhe des Fruchtknotens weisen die Blüten einen Durchmesser von 3,5 bis 4 Millimeter auf. Darüber sind sie auf etwa 5 Millimeter erweitert und schließlich zur Mündung auf 4 Millimeter verengt. Ihre äußeren Perigonblätter sind nicht miteinander verwachsen. Die Staubblätter und der der Griffel ragen nicht aus der Blüte heraus.

## Systematik und Verbreitung
Aloe cannellii ist in Mosambik zwischen Grasbüscheln auf fast senkrechten Klippen in Höhen von etwa 1500 Metern verbreitet. Die Art ist nur vom Typusfundort bekannt.
Die Erstbeschreibung durch Leslie Charles Leach wurde 1971 veröffentlicht.

## Nachweise